# Pierre Calame
Pour les articles homonymes, voir Calame (homonymie).
Pierre Calame est un ancien haut fonctionnaire français du ministère de l'Équipement, auteur de plusieurs essais sur le rôle et la place de l'État dans la société contemporaine, a été directeur général de la Fondation Charles Léopold Mayer pour le Progrès de l'Homme de 1988 à 2009 et en préside aujourd'hui le Conseil de fondation.

## Formation
École polytechnique ; corps des Ponts et Chaussées

## Parcours professionnel
Chercheur au Centre d'Études et de Recherches sur l'Aménagement Urbain (CERAU) de 1968 à 1974, il occupe ensuite la fonction de Responsable des études urbaines au Commissariat au Plan. Ingénieur d'arrondissement à Valenciennes de 1974 à 1980, Sous-directeur à la Direction de l'Urbanisme et du Paysage de 1981 à 1983, il rejoint la DAEI (Délégation aux affaires européennes et internationales) comme chargé de mission chargé des relations avec le Maghreb.
En 1985, il quitte définitivement la haute administration et devient secrétaire général du groupe international sidérurgique Usinor.
En 1988, il devient directeur exécutif d'une fondation suisse, la Fondation Charles Léopold Mayer pour le progrès de l'Homme (FPH). Il quitte cette fonction en 2009 et occupe alors la présidence du Conseil de Fondation.
Le prologue du livre Mission possible raconte sa vie et son évolution, y compris la manière dont il s'est trouvé à la tête de la Fondation Charles Léopold Mayer, à la suite d'un héritage. 
Avec la Fondation, il est l'un des principaux animateurs de l'Alliance pour un monde responsable, pluriel et solidaire.[réf. souhaitée]

## Publications
- Pierre Calame, Sauvons la démocratie ! Lettre ouverte aux femmes et hommes politiques de demain, Paris, Éditions Charles Léopold Mayer, mars 2012, 127 p. (ISBN 978-2-84377-169-9, présentation en ligne)
- Pierre Calame, Essai sur l'Œconomie, Paris, Éditions Charles Léopold Mayer, 2009, 608 p. (ISBN 978-2-84377-146-0, lire en ligne)Comment, dans le contexte de la mondialisation, l’humanité peut-elle concilier les nécessités économiques avec le fait incontournable que les ressources naturelles sont limitées ?
- Pierre Calame, La Démocratie en miettes, pour une révolution de la gouvernance, Paris, Descartes & Cie / Éditions Charles Léopold Mayer, 2003, 336 p. (ISBN 2-84446-054-2, présentation en ligne, lire en ligne)
- Pierre Calame, Mission possible, penser l'avenir de la planète, Paris, Éditions Charles Léopold Mayer, 2003 (réimpr. 1993,2003), 252 p. (ISBN 2-84377-075-0, présentation en ligne, lire en ligne)
- Pierre Calame, L'État au cœur, le meccano de la gouvernance, Paris, Éditions Charles Léopold Mayer, 1997, 208 p. (ISBN 2-220-04054-2, présentation en ligne)
- Pierre Calame, Les Héritiers du pays des collines : un rêve pour la paix au Rwanda, Saint-Maur, Editions Sépias, 2004, 40 p. (ISBN 2-84280-010-9, présentation en ligne)

- Pierre Calame, Un territoire pour l’homme, Éditions de l'Aube, 1994, 93 p. (ISBN 2-87678-159-X, présentation en ligne)

- Pierre Calame, Petit traité d'oeconomie, Éditions Charles Léopold Mayer, 23 mai 2018 (ISBN 978-2-84377-216-0, lire en ligne)
- Pierre Calame, Métamorphoses de la responsabilité et contrat social, Éditions Charles Léopold Mayer, 10 avril 2020 (ISBN 978-2-84377-224-5, lire en ligne).
- Pierre Calame, Petit traité de gouvernance, Éditions Charles Léopold Mayer, 3 mars 2023 (ISBN 978-2-84377-235-1).

## Revue de presse
- France Inter, Rue des entrepreneurs, samedi 21 mars 2009, L'impertinence pour sortir du conformisme
- Le Monde, A crise structurelle, réponse globale, article de Pierre Calame, 17 mars 2009
- Valeurs actuelles, 12 mars 2009, article sur le livre de Pierre Calame, Essai sur l'oeconomie.
- Revue Réseaux, Canada, Dossier sur la décentralisation, 10 mars 2004.
- Politis, 19/25 février 2004, 3/9 février 2005.
- Var Matin, 24 novembre 2003.
- Économie et humanisme, octobre 2003.
- La Croix, 28/29 mai 2003.
- Développement-durable.net, article sur l'ouvrage L'état au cœur.
- Le Monde, tribune "Contre le réchauffement climatique, il faut instaurer une obligation de résultat", 6 mars 2020.
- La Croix, tribune "Relance de l’économie : refondation ou restauration ?", 23 avril 2020.
- La Croix, tribune "Convention citoyenne pour le climat : « sauvons la démocratie délibérative ! »", 25 juin 2020.
- Le Monde, co-signataire de la tribune "Le défi du XXIe siècle est d’assurer le bien-être de tous dans le respect de la biosphère" avec Dominique Méda et Michèle Rivasi, 12 août 2020.
- Ouest France, co-signataire de la tribune "Ambition climatique : débattons !", 10 novembre 2020.
- La Croix, avec Armel Prieur, "Les Assises du climat, un exercice de démocratie directe via Internet", 16 avril 2021.
- La Croix, avec Armel Prieur, "Les assises du climat, un exercice de démocratie directe via Internet", 19 avril 2021.
- Le Monde, "Energie fossile : « La fin de l’abondance, d’accord, mais pour tout le monde »", 12 octobre 2022.
- Ouest France, "Réchauffement climatique : un grand débat national s’impose", 12 janvier 2023.
- Alternatives économiques, "Une pétition pour renforcer la politique climatique de la France", 28 avril 2023.
- La Croix, "Réforme des retraites : « La crise que nous traversons doit mener à une révolution de la gouvernance »", 28 avril 2023.